# Цунь (язык)
Цунь (цхэн-фон, фон) — один из трёх ли-цуньских языков Китая, распространённый на западе острова Хайнань. Наиболее далёкий от двух других — собственно ли и цзямао, на которых говорит народность ли. Ранее считался одним из кадайских языков.
Название «цунь» (кит. упр. 村, пиньинь cūn) значит по-китайски буквально «деревня, деревенский», используясь в названиях языка (Cun-Hua / цунь-хуа) и этнической группы (Cun-Ren / цунь-жэнь). Эти термины являются китайскими эквивалентами местных названий языка ([tshən1-fɔn1], букв. «язык + деревня») и этнической группы (Ngao Fon [ŋaːu1-fɔn1], букв. «люди + деревня»).
Распространён на западе острова Хайнань в нижнем течении реки Чанхуа, в уездах Дунфан (к югу от реки) и Чанцзян (к северу от реки). Носители цунь уже в течение веков живут в окружении местных китайцев и официально считаются ханьцами. Это отражается в частности в том, что ли называют цуньцев moːi (букв. «китайцы»).
59 % являются монолингвами (в основном дети, старики и некоторые женщины), остальные владеют китайским, немногие — языком ли. Испытал сильное китайское влияние.
В исконных словах различает пять тонов.
Порядок слов — SVO.